# 李争 (足球教练)
李争（1962年5月31日—），辽宁省沈阳市人，中国足球教练，退役足球运动员，原沈阳中泽足球俱乐部主教练。李争於球员时代司职中后卫，曾在辽宁队效力，经历了辽宁队“十连冠”。退役后，李争带领辽宁青年队夺得中国足球乙级联赛亚军，培养了徐亮、王新欣和郑智等國腳。后来，李争执教辽足预备队，先后夺得全国预备队联赛季军及亚军。2007年，李争出任中国足球甲级联赛呼和浩特黑马队主教练，在赛季中段辞职。2011年，他到沈阳沈北（后更名沈阳中泽）担任技术总监，在2012年、2014年两次出任球队的代理主教练，并在2014赛季带领球队成功保级。

## 球员生涯
李争出生在“双职工”家庭，父母都有工作，平时很忙，没有时间管李争兄弟三人。排行第二的李争就被交给姥姥抚养。李争的舅舅吴廷瑞当时是辽宁足球队的队员，李争六岁时就跟着姥姥去沈阳市体育场看舅舅的比赛。李争在街道办的小学读完了小学一年级，二年级时转学到沈阳市太原街小学，被体育老师选入校足球队，开始了足球训练。1974年，沈阳体校的招生老师看上了李争。经过三周的训练，李争成功进入沈阳体校。1974年，李争和队友夺得辽宁省少年足球赛亚军。
1977年，李争进入辽宁青年队。1979年，李争进入辽宁队，司职中后卫，经历了辽宁队十连冠的辉煌时期，六次夺得联赛冠军，两次夺得中国足协杯冠军，还夺得了亚洲俱乐部锦标赛冠军。1986年，中国足协掌门人年维泗宣布将原中国国家队改称国家红队，辽宁队为国家黄队，两队地位平等。5月份，在辽阳体育场举行的中国国家黄队与伊朗国家足球队比赛中，李争打入一脚世界波，帮助中国国家黄队1比0战胜伊朗。国家黄队与国家红队四次交手全败，红黄两队后来皆解散，重组国家队。1989-1990年亚俱杯决赛第二回合在沈阳五里河体育场与日本尼桑队的比赛，第12分钟时，辽宁队防守角球，李争不慎在禁区内手球，裁判判给日本尼桑队一个点球，10号木村和司将比分扳平为1比1。第二回合最终以1比1收场，辽宁队以3比2的总比分捧得亚俱杯。1992年甲A联赛结束后，李争退役。

## 教练生涯
1995年，李争出任辽宁青年队主教练。1998年，辽宁青少队开始参加中国足球乙级联赛。辽宁青少队以年轻球员为主，队中球员包括徐亮、王新欣、郑智、王霄、陈星、张考、张永海、张海峰等。据报道，李争在沈阳市的一项少年足球赛事中发现了徐亮，那时的徐亮发育偏晚，力量和速度都没有优势，但李争认为徐亮球感好、有灵气、有潜力、领悟能力强，就把他选入了辽宁青年队。郑智原本司职左前卫和后腰，李争建议他改打中后卫或自由人，据说这使得郑智得以发挥技术特点，从而被霍顿选入中国国奥队。2001年，李争带领辽宁青年队夺得中国足球乙级联赛亚军，升入甲B联赛。球队随即被辽宁省体育局卖给了辽宁足球俱乐部。2002年至2007年间，李争曾在辽宁队等处担任助理教练和梯队教练。2005年，他带领辽宁队的预备队获得全国预备队联赛季军，次年获得亚军。
2007年，辽宁队的预备队计划前往新加坡参加联赛，李争因故没有带队，转而到中甲联赛呼和浩特黑马担任主教练。一同加盟的还有白广海、袁哲、张考、刘旸等前辽宁队球员。球队战绩不佳，七场比赛仅获一胜，平了两场，输了四场。联赛第八轮0比7客场输给广州医药之后，李争向俱乐部递交了辞呈，很快获得批准。领队兼副总经理许放、助理教练王刚、守门员教练程强也都提出辞职。有传闻说，队中七名辽宁籍球员随即停止了训练，球队存在拖欠工资的问题，俱乐部负责人向媒体表示两则传闻都不是事实。另一则报道称，呼和浩特黑马队背景复杂，队内原本就有大连长波、西藏惠通、陕西国力三派的势力，李争和辽宁籍球员加盟后又多了第四派，四派内斗导致李争下课；球队的经济状况极其糟糕，有时都无法解决球员的膳食问题，有球员凑钱下饭馆，有球员自购酒精炉煮方便面；球队没有专用的训练场地，只能和一支乙级球队共用一个坑坑洼洼的球场，训练时间也很有限；俱乐部连球员的队服都不能解决；俱乐部拖欠球员的工资和奖金，媒体称拖欠了三个月，俱乐部表示只拖欠了一个月的钱。8月份，王珀宣布入主呼和浩特黑马，带来了新一波的混乱。球员为抵制王珀，递上请愿书，集体离开比赛地延吉市，导致球队无法参加比赛只得弃赛。收到中国足协罚款罚分的处分决定后，呼和浩特队决定退出联赛。
2007年10月，受辽足总经理程鹏辉的邀请，李争回到辽宁队担任助理教练，主要负责前卫队员的训练。2008年，辽宁队冠名为辽宁西洋，聘请德国教头维尔纳·洛兰特执教。然而，球队成绩糟糕，前三轮比赛两平一胜，但随后就遭遇了五连败，感受到保级压力。5月30日，球队宣布任命李树斌回到辽宁队，担任领队兼中方教练组组长。6月9日，球队又宣布四名助理教练李争、赵发庆、于明、傅博全部离队。有知情人透露，李争是俱乐部大股东任命的，赵发庆与程鹏辉私交极好，于明和傅博身后是辽宁省体育局的力量，球队成绩不好时各方矛盾很大，为了平衡各方，俱乐部只好把他们全部辞退。6月29日，七连败之后，洛兰特也被解雇。这个赛季，动荡的辽足最终降入了中甲。
2010年，李争出任中乙联赛辽宁东北虎俱乐部主教练。2011年，李争进入沈阳沈北任职，主管青训。2012年5月，时任主教练阿里·汉因成绩不佳被解职，这时球队在前七轮比赛中只拿到了3个积分，排名中甲联赛第15位。俱乐部任命技术总监李争为代理主教练。但是，李争带队的六场比赛中球队只胜了一场，平了两场，连败三场。6月18日，李争辞去主教练职务，回归青训。2014年，由于股权转让，沈阳沈北改名为沈阳中泽。2014年5月12日，李争再次代理沈阳中泽主教练一职。原主教练李金羽带队打了9轮中甲联赛，仅获得一场胜利（首轮胜北京理工）、五场平局、三场失利，积5分排名第12位，仅比倒数第二名的广东日之泉多3个积分。10月18日，沈阳中泽在主场2比0击败延边泉阳泉，李争带领球队提前两轮保级成功。球队最终排在中甲联赛第11名。然而，赛季结束后，中泽集团因资金链断裂决定放弃经营球队。俱乐部的转让一直没有进展。2015年1月15日，媒体报道，沈阳中泽拖欠球员工资，几名主力球员拒绝在工资确认表上签字，球队已经放弃参加2015年中甲联赛。1月16日，沈阳中泽却出现在了中国足协的公示名单中，俱乐部已向足协递交了新赛季的注册资料。2月25日，媒体称沈阳中泽转让取得进展，一家沈阳企业以几百万人民币的价格收购了俱乐部。然而，2月27日，媒体又报道，沈阳中泽转让失败，球队已经解散，全部球员获得自由身，2014年中乙联赛季军贵州智诚递补获得2015年中甲联赛参赛资格。

## 荣誉

### 球员时期
辽宁队
- 全国足球甲级联赛冠军（3）：1985，1987，1988
- 中国足球甲A联赛冠军（3）：1990，1991，1992
- 中国足协杯冠军（2）：1984，1986
- 亚洲俱乐部锦标赛冠军（1）：1989-90